# Український уланський полк
Український уланський полк — кавалерійський полк Російської імператорської армії, який існував у 1812-1856 роках. 
За часів свого існування був козацьким (1812—1816), уланським (1816—1856).

## Історія полку

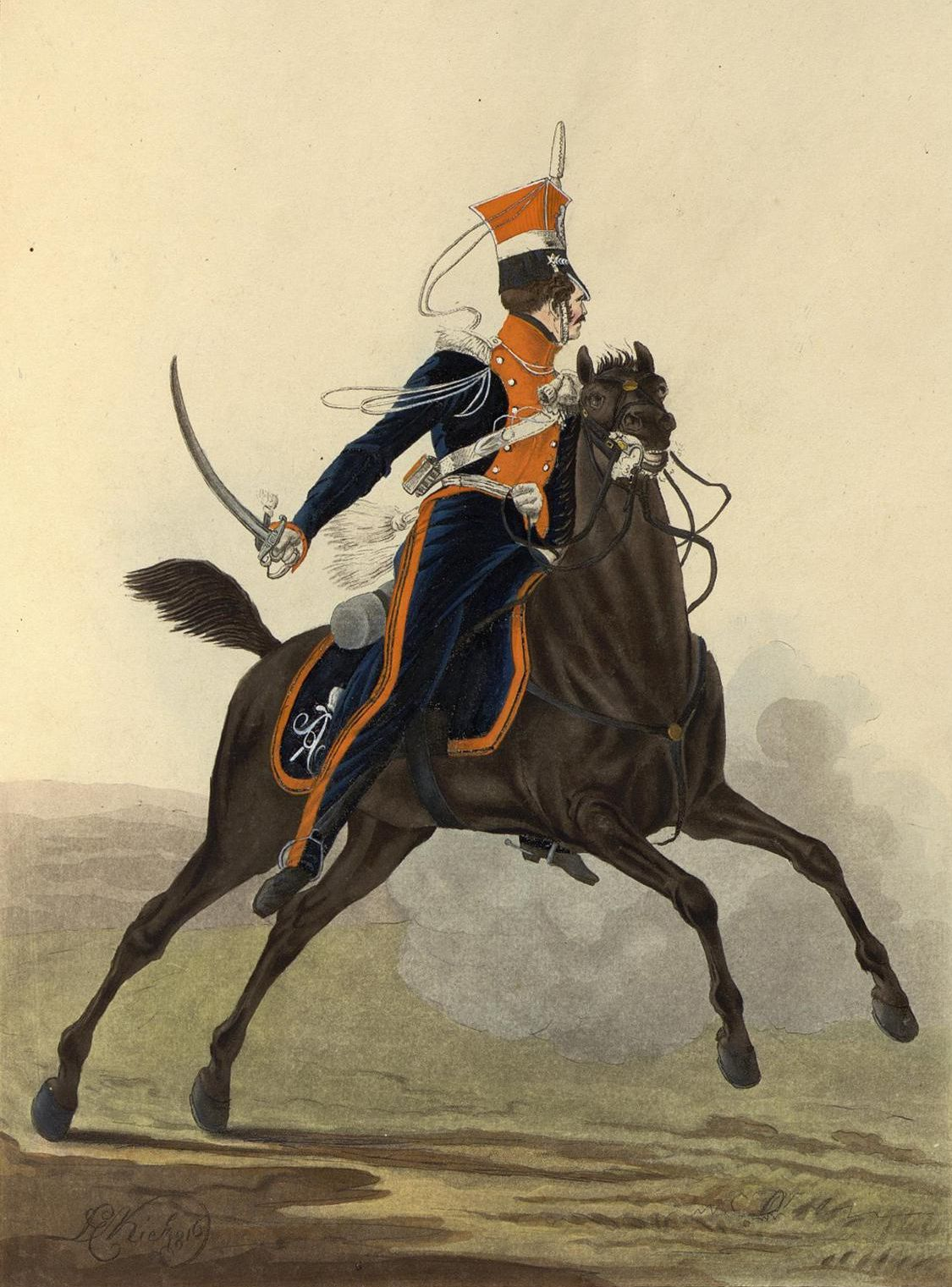
Штаб-офіцер 1-го Українського уланського полку (1820)

У 1812 році, на підставі розпорядження від 5 червня 1812 року, під керівництвом полковника графа де-Вітта Івана Осиповича на території Київської та Кам'янець-Подільської губерній сформовано 8-ескадронний 1-й Український козацький полк .
Полк взяв участь у  Французько-російській війні 1812 року і  Війні шостої коаліції 1813-1814 років, за заслуги в яких полку надані срібні труби.
26 жовтня 1816 року наказано привести до 7-ми ескадронного складу: 6 діючих і 1 запасного ескадронів. Полк перейменовано на 1-й Український уланський полк, у складі Української уланської дивізії (з 18 вересня 1818 року - 3-тя уланська дивізія).
31 грудня 1817 року наказано половину особового складу 1-го Українського уланського полку виділити на формування нового 3-го Українського уланського полку; полк приведений до складу 6 діючих, 3 поселених та 3 резервних ескадронів.
Полк призначено до поселення в Херсонській губернії, де утворено округ військового поселення полку.
5 травня 1827 року наказано резервні ескадрони скласти з стройових нижніх чинів і кантоністів, а поселенців розподілити в поселені ескадрони, окремо від резервних.
20 грудня 1828 року на герби шапок та ґудзики присвоєно № 9.
25 червня 1830 року 1-й Український уланський полк перейменований на Український уланський полк.
В 1831 році полк взяв участь в придушенні Польського повстання (при Грохові, Лопаціанці, у Нура, біля с. Броніше, під час штурму Волі та Варшави). Нагороджений знаками на шапки з написом «За відмінність».
21 березня 1832 року наказано полк залишити у складі 6 діючих і 3 резервних ескадронів, а поселені ескадрони виділити у відання особливого начальника. Поселені ескадрони названо 5-м кавалерійським округом Новоросійського військового поселення.
21 березня 1833 року полк наказано привести до складу 8 діючих та 1 резервного ескадронів, у складі 1-ї бригади 2-ї уланської дивізії. На герби шапок та ґудзики присвоєно № 19; для полку встановлена гніда масть коней.
30 серпня 1834 року наказано мати для полку в запасних військах запасний напівескадрон № 41.
23 березня 1835 року 7-й ескадрон Українського уланського полку передано до Сумського гусарського полку, де перейменований на резервний ескадрон; 8-й ескадрон Українського уланського полку передано до Смоленського уланського полку, де також перейменований у резервний. Український уланський полк приведено до складу 6 діючих та 1 резервного ескадронів.
4 квітня 1836 року запасному напівескадрону присвоєно №37.
8 серпня 1836 року наказано в 5-му кавалерійському окрузі Новоросійського військового поселення заснувати 2 ескадрони кантоністів для комплектування полку навченими унтер-офіцерами.
23 грудня 1841 року скасовано резервний ескадрон.
25 січня 1842 року наказано для Українського уланського полку мати у складі запасних військ резервний та запасний ескадрони, що комплектуються з числа безстроково-відпускних нижніх чинів.
18 грудня 1848 року наказано мати для резервного і запасного ескадронів постійні кадри.
19 вересня 1849 року полку надано шефство ерцгерцога Австрійського Леопольда, у зв'язку з чим полк перейменований на "Уланський Його Імператорського Високості Ерц-Герцога Леопольда полк".
31 грудня 1851 року підчас реорганізації полків кавалерії наказано до Уланського Його Імператорського Високості Ерц-Герцога Леопольда полку в якості 7-го та 8-го ескадронів приєднати 7-й та 8-й ескадрони розформованого  Оренбурзького уланського полку (до 1833 ескадрони Польського уланського полку). Резервний та запасний ескадрони та їх кадри наказано розформувати; у резервній кавалерійській дивізії засновано резервний ескадрон № 9-й, у запасних військах - запасний ескадрон № 10-й. На герби шапок та ґудзики присвоєно № 15. Полк увійшов до складу Резервної уланської дивізії.
3 липня 1856 року 1-й та 2-й ескадрони Уланського Його Імператорського Високості Ерц-Герцога Леопольда полку (колишнього Українського) з усіма відзнаками передано, як 3-й дивізіон, до складу Бузького уланського полку Бузької Уланської Дивізії. Інші ескадрони колишнього Уланського Його Імператорського Високості Ерц-Герцога Леопольда полку розформовані.

## Відзнаки полку
30 серпня 1814 року, полку надані срібні труби з написом «1-го Українського Козацького полку, 30-го Серпня 1814 року» (31 грудня 1817 року половина срібних труб передана новосформованому 3-му Українському уланському полку).
6 грудня 1831 року надані на шапки знаки з написом «За відзнаку».
1 січня 1832 року надано три штандарти (зразка 1827 року; червоні кути, срібне шиття), по одному на дивізіон.
3 квітня 1834 року наданий штандарт 4-му дивізіону (23 березня 1835 року наказано здати на зберігання).
31 грудня 1851 року до 4-го дивізіону передано штандарт 4-го дивізіону колишнього Оренбурзького уланського полку. 4-му дивізіону для зрівняння з іншими дивізіонами надані на шапки знаки з написом «За відмінність».
3 липня 1856 року штандарт, знаки на головні убори та срібні труби 1-го дивізіону передано до 3-го (пізніше - 2-го) дивізіону Бузького уланського полку. Інші штандарти здані на зберігання.

## Шефи полку
- 24.02.1813 — 01.09.1814 — генерал-майор граф Іван Осипович Де-Витт
- 30.08.1831 — 21.06.1840 — генерал від кавалерії граф Іван Осипович Де-Витт
- 19.09.1849 — 03.07.1856 — ерцгерцог Австрійський Леопольд

## Командири полку
- 07.06.1812 — 28.11.1823 — майор (підполковник, полковник) Антон Станіславович фон Піхельштейн;
- 28.11.1823 — 10.03.1833 — підполковник (полковник) Єгор Іванович Траскін;
- 10.03.1833 — 01.01.1838 — полковник Павло Сергійович Ланской;
- 01.02.1838 — 13.02.1841 — полковник Петро Олександрович Казадаєв;
- 13.02.1841 — 11.04.1844 — полковник (генерал-майор) Олександр Федорович Багговут;
- 11.04.1844 — 04.07.1856 — (до 31.10.1845 командуючий) підполковник (полковник, генерал-майор) Олександр Євгенович Терпелевський